# Mark Applebaum
Mark Applebaum (Chicago, Illinois, 1967) és un compositor estatunidenc. També és professor de composició a la Universitat Stanford, on el 2003 va rebre el premi Walter J. Gores, la màxima distinció de la universitat per l'excel·lència en l'ensenyança. Va fer el doctorat en composició a la Universitat de Califòrnia, on va estudiar principalment amb Brian Ferneyhough.
Moltes de les seves obres es caracteritzen per anar més enllà dels límits convencionals de la música: obres per a tres directors i cap músic, un concert per a florista i orquestra, peces per a instruments fets d'escombaries, obres per a un llenguatge de signes inventat coreografiat amb el so, rituals dadaistes amplificats, etc. La seva TED Talk sobre l'avorriment té més d'un milió de visualitzacions.
Les seves obres s'han tocat per tot el món, destacant les sessions de Darmstadt, l'IRCAM a París, i el Kennedy Center.